# Nui
Nui ist eines der sechs Atolle von Tuvalu. Nui hat 610 Einwohner (Stand 2017), eine Landfläche von 2,83 Quadratkilometer und eine Lagunenfläche von mehr als 14 Quadratkilometern.

## Geographie und Klima
Nui besteht aus mindestens 21 Inseln. Auf den Inseln befindet sich mit Tanrake offiziell ein Dorf.
Die größten Inseln von Norden nach Süden sind:
- Meang
- Tokinivae
- Talalolae
- Pakantou
- Piliaieve
- Unimai
- Pongalei
- Motupuakaka
- Fenua Tapu mit Tanrake

In der Regenzeit von November bis April kommt es oft zu tropischen Stürmen. Im März 2015 wurde Nui durch den Zyklon Pam mit Spitzengeschwindigkeiten von 324 km/h stark zerstört. Der größte Teil der Ernten ging verloren.

## Sprache und Kultur
Die Nuier sind Mikronesier. Sie sprechen Kiribatisch. Damit unterscheiden sie sich von den übrigen Einwohnern Tuvalus, die sämtlich Polynesier sind und Tuvaluisch sprechen.